# Borsa di Shanghai
La Borsa di Shanghai (上海證券交易所T, 上海证券交易所S, Shànghǎi zhèngquàn jiāoyìsuǒP) costituisce una delle due più grandi Borse valori presenti in Cina ed è situata nel nuovo distretto di Pudong, nella città di Shanghai.
Fu istituita il 26 novembre 1990 con l'approvazione del Governatore generale della Banca Popolare Cinese e fu aperta ufficialmente il 19 dicembre dello stesso anno. Nel 2009 ha registrato una capitalizzazione complessiva di 2 600 miliardi di dollari.

## Obiettivi e compiti
La Borsa di Shanghai non si pone come obiettivo la ricerca del profitto, ma è anzi un ente giuridico soggetto all'amministrazione diretta della Commissione di controllo e gestione del mercato finanziario cinese, la China Securities Regulatory Commission (CSRC). Tra le sue competenze principali vi sono quelle di fornire un luogo e una struttura per lo scambio di titoli,  di elaborare una regolamentazione relativa agli affari di Borsa, di ricevere le richieste di ammissione alla quotazione da parte delle società e di pianificare la loro immissione sul mercato, di organizzare e supervisionare lo scambio dei titoli, di esercitare un controllo nei confronti dei soci e delle società quotate, nonché di gestire e pubblicare le notizie di mercato.

## Orari di apertura
La Borsa di Shanghai è aperta alle negoziazioni tutti i giorni dal lunedì al venerdì.
Gli orari della sessione mattutina sono i seguenti: dalle 9.15 alle 9.25 si svolge l'asta di apertura, durante la quale si raccolgono le offerte, mentre dalle 9.30 alle 11.30 si tiene la fase di negoziazione continua. Nella sessione pomeridiana la fase di negoziazione continua si apre invece alle 13:00 e si chiude alle 15:00. Il sabato, la domenica e negli altri giorni per i quali viene annunciata la chiusura la Borsa di Shanghai rimane chiusa.

## Riconoscimenti
La Borsa di Shanghai fa parte dell'Organizzazione internazionale delle autorità di controllo dei mercati finanziari (International Organization of Securities Commissions – IOSCO), della Federazione Borse asiatiche e oceaniane (Asian and Oceanian Stock Exchanges Federation – AOSEF) e della Federazione mondiale delle Borse (World Federation of Exchanges – WFE).